# Nathan Burns
Nathan Joel Burns (* 7. Mai 1988 in Blayney) ist ein australischer Fußballspieler.

## Vereinskarriere
Burns spielte bereits in der Saison 2004/05 für die Parramatta Eagles in der New South Wales Premier League und unterschrieb nach einiger Zeit am Australian Institute of Sport zur Saison 2006/07 einen Profivertrag beim A-League-Klub Adelaide United. Bei Adelaide entwickelte er sich schon in seiner ersten Saison zum Leistungsträger, wurde gemeinsam mit dem brasilianischen Veteranen Fernando Rech mit sechs Treffern teamintern bester Torschütze und erreichte mit der Mannschaft das Meisterschaftsfinale, in dem man nach einem frühen Platzverweis Melbourne Victory mit 0:6 unterlag.
Nach einer weiteren Saison bei Adelaide wechselte Burns, der als eines der größten australischen Talente gilt, im Sommer 2008 zum griechischen Erstligisten AEK Athen, fand sich dort zunächst aber nicht zurecht und kam erst gegen Ende der Saison per Einwechslung zu fünf Kurzeinsätzen. Zur Saison 2009/10 verlieh ihn AEK an den Zweitligisten AO Kerkyra, wo er mehr Spielpraxis gewinnen sollte. In der Saison 2010/11 gewann er mit Athen den nationalen Pokal.
Im Januar 2012 schloss er sich dem koreanischen Erstligisten Incheon United an. Im Juli 2013 ließ er sich bis zum Januar des nächsten Jahres an die Newcastle United Jets ausleihen.
Am 25. Juni 2014 unterzeichnete er einen Zweijahresvertrag beim neuseeländischen A-League-Teilnehmer Wellington Phoenix. In seiner ersten Saison 2014/15 wurde er mit 13 Treffern auf Anhieb bester Schütze seiner Mannschaft und erhielt am Ende der Saison die Johnny Warren Medal für den besten Spieler der Saison. Nach der Saison wechselte er jedoch zum japanischen Erstligisten FC Tokyo. Nach zwei Spielzeiten kehrte er jedoch wieder zu Wellington Phoenix zurück.

## Nationalmannschaft
Burns nahm 2005 mit der australischen U-17-Auswahl an der U-17-Weltmeisterschaft in Peru teil und bildete beim Vorrundenaus gemeinsam mit Robbie Kruse das Sturmduo. 2006 scheiterte er mit den Young Socceroos, der australischen U-20-Nationalmannschaft, im Viertelfinale der U-19-Asienmeisterschaft und verpasste damit die Qualifikation für die Junioren-WM 2007.
Zwischen 2007 und 2008 stand Burns regelmäßig im Aufgebot der australischen Olympiaauswahl (U-23), fand für das olympische Fußballturnier 2008 in China aber wie auch sein früher Mannschaftskollege bei Adelaide, Bruce Djite, überraschend keine Berücksichtigung im Team von Trainer Graham Arnold. Zu seinem Länderspieldebüt in der australischen A-Nationalmannschaft kam der Offensivakteur im Juni 2007 in einem Freundschaftsspiel gegen Singapur, als er kurz vor Spielende für Mark Viduka eingewechselt wurde.
2015 nahm er mit der Nationalmannschaft am Asien Cup teil. 2016 bestritt er das bislang letzte seiner 24 Länderspiele.

## Erfolge
Verein:
- Griechischer Fußballpokal: 2011 mit AEK Athen

Individuell:
- Johnny Warren Medal: 2015